# Vintersorg
Vintersorg (со швед. — «Зимняя печаль») — шведская викинг/блэк/прогрессив-метал-группа.

## История
Образовалась в 1994 году в городе Шеллефтео и первоначально носила название «Волчий трон» (швед. Vargatron). Постоянными участниками группы являются вокалист Андреас Хедлунд и гитарист Маттиас Марклунд, которые привлекают для записи альбомов сессионных музыкантов.
Раннее творчество Vintersorg представляло собой блэк-метал с фольклорными мелодиями, быстрыми барабанными партиями и грубым вокалом. В начале 2000-х годов стилистика группы изменилась, партии стали более техничными, характерными для прогрессивного метала. Наконец, во второй половине 2010-х годов группа вернулась к мелодичному блэк-металу с элементами фолк-музыки.
Помимо Vintersorg Андреас Хедлунд долгое время был вокалистом группы Borknagar. В 2019 году он покинул норвежскую блэк-метал группу, уступив место фронтмена Симену Хэстнэсу, более известному как ICS Vortex.

## Музыканты
- Андреас Хедлунд — вокал, гитара, клавишные, орган Хаммонда, бас, программирование
- Маттиас Марклунд — гитара

## Дискография
- 1998 — Hedniskhjärtad (EP)
- 1998 — Till fjälls
- 1999 — Ödemarkens son
- 2000 — Cosmic Genesis
- 2002 — Visions from the Spiral Generator
- 2004 — The Focusing Blur
- 2007 — Solens rötter
- 2011 — Jordpuls
- 2012 — Orkan
- 2014 — Naturbål
- 2017 — Till fjälls, del II